# Pycnogonum ornans
Pycnogonum ornans är en havsspindelart som beskrevs av Stock, J.H. 1992. Pycnogonum ornans ingår i släktet Pycnogonum och familjen Pycnogonidae. Inga underarter finns listade i Catalogue of Life.